# Hyōbanki
Les hyōbanki (評判記) sont des compilations de classements et critiques d'acteurs et courtisanes kabuki publiées à l'époque d'Edo du Japon. Généralement publiés au Nouvel An à Edo et Kamigata, ils passent en revue et classent les courtisanes et acteurs de l'année précédente. Avec les impressions sur bois ukiyo-e et d'autres publications, les hyōbanki sont d'importants éléments de la culture citadine de cette période.

## Acteurhyōbanki
Un livre appelé Yarō hyōbanki est publié en 1656, bien que de nombreux spécialistes considèrent le Yakusha hyōbanki de 1687 comme le premier du genre. Ces compilations sont publiées régulièrement jusqu'en 1890.
Les acteurs sont classés selon une échelle assez simple :
- jō-jō-kichi (上々吉?, supérieur-supérieur-excellent) ;
- jō-jō (上々?, supérieur-supérieur) ;
- jō (上?, supérieur) ;
- naka no jō-jō (中の上々?, supérieur-supérieur du milieu) ;
- naka no jō (中の上?, supérieur du milieu) ;
- naka (中?, milieu).

Dans la presse écrite, des variations sont utilisées pour représenter les rangs intermédiaires entre jō-jō et jō-jō-kichi. Parfois, seules les parties du kanji (caractère) pour kichi (吉) sont écrites dans chaque coup (de pinceau) vers l'achèvement du personnage pour représenter un rang intermédiaire. D'autres fois, seuls les contours (des coups) sont dessinés au lieu de traits pleins, pour représenter les classements intermédiaires non encore atteints.
À certains moments, des rangs au-dessus de jō-jō-kichi sont ajoutés, pour décrire et classer les plus grands acteurs de kabuki.
- Dai-shigoku-jō-jō-kichi (大至極上々吉?, grand extrêmement supérieur-supérieur excellent)
- Kō-goku-jō-jō-kichi (高極上々吉?, plus élevé très supérieur-supérieur excellent)
- Shigoku-jō-jō-kichi (至極上々吉?, extrêmement supérieur-supérieur excellent)
- Goku-jō-jō-kichi (極上々吉?, très supérieur-supérieur excellent)
- Kō-jō-jō-kichi (高上々吉?, plus élevé supérieur-supérieur excellent)
- Dai-jō-jō-kichi (大上々吉?, grand supérieur-supérieur excellent)
- Shi-jō-jō-kichi (至上々吉?, apogée de supérieur-supérieur excellent)

## Source de la traduction
- (en) Cet article est partiellement ou en totalité issu de l’article de Wikipédia en anglais intitulé « Hyōbanki » (voir la liste des auteurs).